# 和歌山大学経済短期大学部
和歌山大学経済短期大学部（わかやまだいがくけいざいたんきだいがくぶ、英語: Junior College of Economics, Wakayama University）は、和歌山県和歌山市栄谷930に本部を置いていた日本の国立大学である。1954年に設置され、1996年に廃止された。大学の略称は和大経短。

## 概要

### 大学全体
- 和歌山県和歌山市に所在した日本の国立短期大学で、併設元は和歌山大学[1]。
- 1学科で入学定員80名体制で1954年、和歌山大学経済学部に併設される形で開学。その後は入学定員120名に増員されたものの、学科数には増減なし。
- 1992年度の入学生を最後に[注釈 1]、1996年に短期大学としての使命を終える[3]。

### 教育および研究
- 和歌山大学経済短期大学部は経営学に特化した専門教育が行われていた。

### 学風および特色
- 和歌山大学経済短期大学部は、勤労の傍らで学業に勤しむ人々のために夜間部を設けていた[4]。

## 沿革
- 1954年
  - 4月1日 和歌山大学経済短期大学部が以下の学科体制にて開学。
    - 経営科第二部[注 2]。
- 1967年
  - 4月1日 経営科第二部の入学定員80→120名に増員する[7][8][注 4]。
- 1969年
  - 4月1日 経営科第二部を経営学科第二部に改称する[10]。
- 1987年
  - 7月 西高松1-7-1より栄谷930に移転[11]。
- 1992年
  - 4月1日 この年度で学生募集が最後となる[注釈 1][注 7]
- 1996年
  - 9月30日 左記を以て正式に廃止[3][注釈 2]。

## 基礎データ

### 所在地
- 和歌山県和歌山市栄谷930

## 教育および研究

### 組織

#### 学科
- 経営学科第二部[注 8]

#### 専攻科
- なし

#### 別科
- なし

#### 取得資格について
- 中学校教諭二種免許状（社会）が設置されていた[11]
- かつては職業となっていた。

### 研究
- 『マルクスの商業資本認識とその方法』[16]

## 大学関係者と組織

### 大学関係者一覧
歴代学長
- 糸魚川祐三郎
- 後藤清

## 施設

### キャンパス
- 設備：和歌山大学経済学部とキャンパス共同使用。

## 対外関係

### 系列校
- 和歌山大学

## 卒業後の進路について

### 就職について
- 勤労学生が多く、就職希望者は少なかったようである[11]。

### 編入学・進学実績
- 和歌山大学経済学部への編入学制度があった[11]。

## 関連書物
- 『四十一年の歩み : 閉学記念誌』[17]。